# Lucio Fulci
Lucio Fulci (Roma, 17 de junio de 1927 - Roma, 13 de marzo de 1996) fue un director, guionista y actor italiano, conocido por sus películas Paura nella città dei morti viventi, El más allá, Quella villa accanto al cimitero y Lo squartatore di New York.

## Biografía
Después de estudiar medicina, optó por una carrera cinematográfica en el Centro Sperimentale, la escuela de cine en Roma, y trabajó en distintos géneros en Italia. A principios de los años 70, comenzó a dirigir películas del género giallo, que fueron un éxito comercial y resultaron bastante polémicas por su violencia y su visión de la religión.
En 1979 filmó su primer gran éxito, Zombi II, una película sangrienta de zombis, tratando de igualar la popularidad de Dawn of the Dead (1978), titulada en Italia como Zombi, aunque no existe conexión entre la película de George A. Romero y la de Fulci. Le siguieron varias películas de terror y sobrenatural. Sus obras han sido catalogadas por algunos críticos como las películas más violentas y gore jamás hechas. Paura nella città dei morti viventi (1980), El más allá (1981), Quella villa accanto al cimitero (1981) y Lo squartatore di New York (1982) fueron algunos de sus grandes éxitos durante este tiempo.
Muchas de sus películas fueron censuradas o catalogadas para adultos debido a su contenido violento. Esto las hizo populares entre adolescentes amantes del cine de horror. Las películas de Fulci eran ignoradas o mal vistas por los críticos.
Después de la mitad de los años 1980, el estilo de Fulci empezó a declinar. Además, tenía problemas personales y de salud, lo que empeoró su situación. Su muerte ocurrió como consecuencia de no inyectarse insulina para tratar su diabetes.

## Estética y estilo
Los temas en sus obras se relacionan con la duda, el pecado, el tiempo, la muerte y la crueldad, lo que le llevó a tener varios percances con la censura de sus películas. Las películas de Fulci tienden a tener un argumento base intercalado con escenas violentas e impactantes, creando una experiencia sensorial y surrealista más que una historia racional.

## Legado
En 1996, meses antes de su muerte, Fulci recibió un homenaje en la Convención de Horor de Fangoria, donde se dio cuenta del impacto e influencia de su carrera fuera de Italia. Directores como Quentin Tarantino y Sam Raimi han reconocido en sus obras la influencia de Fulci. 

## Filmografía (director)
| Año  | Título original                                                                                  | Título en español                           | Notas                                         |
| ---- | ------------------------------------------------------------------------------------------------ | ------------------------------------------- | --------------------------------------------- |
| 1997 | M.D.C - Maschera di cera                                                                         | La máscara de cera                          |                                               |
| 1991 | Le porte del silenzio                                                                            |                                             |                                               |
| 1991 | Voci dal profondo                                                                                | Voces del más allá                          |                                               |
| 1990 | Un gatto nel cervello                                                                            | Un gato en el cerebro                       |                                               |
| 1990 | Demonia                                                                                          |                                             |                                               |
| 1989 | La casa nel tempo                                                                                |                                             | Película para televisión                      |
| 1989 | La dolce casa degli orrori                                                                       |                                             | Película para televisión                      |
| 1988 | Il fantasma di Sodoma                                                                            | Los fantasmas de Sodoma                     |                                               |
| 1988 | Quando Alice ruppe lo specchio                                                                   | La sombra de Lester                         |                                               |
| 1988 | Zombi III                                                                                        |                                             |                                               |
| 1987 | Aenigma                                                                                          | Internado diabólico                         |                                               |
| 1986 | Il miele del diavolo                                                                             | La miel del diablo                          |                                               |
| 1985 | La Gabbia                                                                                        | La Jaula                                    |                                               |
| 1984 | Murderock - Uccide a passo di danza                                                              | Danza mortal                                |                                               |
| 1984 | I guerrieri dell'anno 2072                                                                       | Roma, año 2072 D.C.: Los gladiadores        |                                               |
| 1983 | Conquest                                                                                         | La conquista de la tierra perdida           |                                               |
| 1982 | Manhattan Baby                                                                                   |                                             |                                               |
| 1982 | Lo squartatore di New York                                                                       | El destripador de Nueva York                |                                               |
| 1981 | Quella villa accanto al cimitero                                                                 | Aquella casa al lado del cementerio         |                                               |
| 1981 | ...E tu vivrai nel terrore! L'aldilà                                                             | El más allá                                 |                                               |
| 1981 | Gatto nero                                                                                       | El gato negro                               |                                               |
| 1980 | Paura nella città dei morti viventi                                                              | Miedo en la ciudad de los muertos vivientes |                                               |
| 1980 | Luca il contrabbandiere                                                                          | Luca el contrabandista                      |                                               |
| 1979 | Zombi 2                                                                                          | Nueva York bajo el terror de los zombi      |                                               |
| 1978 | Sella d'argento                                                                                  | Montura de plata                            |                                               |
| 1977 | Sette note in nero                                                                               | Siete notas en negro                        |                                               |
| 1976 | La pretora                                                                                       | La juez y su erótica hermana                |                                               |
| 1975 | Il cav. Costante Nicosia demoniaco, ovvero: Dracula in Brianza                                   | Las pícaras aventuras de Drácula            |                                               |
| 1975 | I quattro dell'apocalisse                                                                        | Los cuatro del apocalipsis                  |                                               |
| 1974 | Il ritorno di Zanna Bianca                                                                       | La carrera del oro                          |                                               |
| 1973 | Zanna Bianca                                                                                     | Colmillo blanco                             | Adaptación de Colmillo blanco, de Jack London |
| 1972 | Non si sevizia un Paperino                                                                       | Angustia de silencio                        |                                               |
| 1972 | Nonostante le apparenze... e purchè la nazione non lo sappia... all'onorevole piacciono le donne | Al senador le gustan las mujeres            |                                               |
| 1972 | Il Drittone                                                                                      | El rapto de Elena, la decente italiana      |                                               |
| 1971 | Una lucertola con la pelle di donna                                                              | Una lagartija con piel de mujer             |                                               |
| 1969 | Beatrice Cenci                                                                                   | La verdadera historia de Beatrice Cenci     |                                               |
| 1969 | Una sull'altra                                                                                   | Una historia perversa                       |                                               |
| 1967 | Operazione San Pietro                                                                            | Operación San Pedro                         |                                               |
| 1967 | Il lungo, il corto, il gatto                                                                     |                                             |                                               |
| 1967 | Come rubammo la bomba atomica                                                                    |                                             |                                               |
| 1966 | Le colt cantarono la morte e fu... tempo di massacro                                             | Las pistolas cantaron a muerte              |                                               |
| 1966 | Come svaligiammo la Banca d'Italia                                                               |                                             |                                               |
| 1965 | I due para                                                                                       |                                             |                                               |
| 1965 | 002 operazione Luna                                                                              | Dos cosmonautas a la fuerza                 |                                               |
| 1965 | Come inguaiammo l'esercito                                                                       |                                             |                                               |
| 1964 | I due pericoli pubblici                                                                          |                                             |                                               |
| 1964 | 002 agenti segretissimi                                                                          |                                             |                                               |
| 1964 | I due evasi di Sing-Sing                                                                         |                                             |                                               |
| 1964 | I maniaci                                                                                        | Los mangantes                               |                                               |
| 1963 | Gli imbroglioni                                                                                  |                                             |                                               |
| 1963 | Uno strano tipo                                                                                  | Un tipo extraño                             |                                               |
| 1962 | Le massaggiatrici                                                                                | Las masajistas                              |                                               |
| 1962 | I due della legione                                                                              |                                             |                                               |
| 1962 | Colpo gobbo all'italiana                                                                         | La rubia tuvo la culpa                      |                                               |
| 1960 | Urlatori alla sbarra                                                                             |                                             |                                               |
| 1959 | I ragazzi del juke box                                                                           |                                             |                                               |
| 1959 | I ladri                                                                                          |                                             |                                               |